# Olivier Veyrat
Pour les articles homonymes, voir Veyrat.
Olivier Veyrat, né le 12 juin 1954, est un entraîneur de basket-ball français.

## Biographie
Olivier Veyrat a été tout d'abord été joueur de haut niveau à la Saint Charles de Charenton de 1972 à 1978, puis au SCM Le Mans de 1978 à 1980, Champion de France 1979, à  Reims RCB de 1980 à 1983 et à Saint Julien les Villas de 1983 à 1987 International militaire et universitaire.. En 1985, il commence à se former en tant que technicien, avec l'équipe Saint Julien Les Vilas dont il est aussi joueur. En 1989, Veyrat se détache de sa carrière de joueur et se consacre uniquement au coaching. Il entraîne l'équipe féminine de Poitiers qui joue alors en première division féminine. Puis en 1990, le CSP Limoges lui offre le poste d'entraîneur du centre de formation. La même saison, il est appelé à remplacer Bill Sweek au bout de 9 journées de compétition en championnat de France. Il entraîne l'équipe pendant deux journées avant de céder sa place à Aleksandr Gomelski. Olivier Veyrat revient sur le banc du Limoges CSP pour remplacer ce dernier lors des quarts de finale. Les dirigeants lui font confiance pour la saison 1991-1992. Au bout de 14 journées, Veyrat est à son tour limogé. En 1992-1993, c'est l'AS Berck qui le fait signer pour une saison. Après une saison dans le nord de la France, il rejoint l'ambitieux club lorrain, le SLUC Nancy (Pro B) avec lequel il monte en Pro A dès sa première saison en Lorraine. Sous sa direction, l'équipe de Nancy se maintient au plus haut niveau et se structure. En 1999, il quitte le club. De 1999 à 2001, il fait du scouting pour les clubs professionnels. Enfin, il termine sa carrière d'entraîneur professionnel à Évreux (Pro B) lors de la saison 2000-2001. Il revient entraîner une dernière fois en 2009, l'équipe espoirs de Besançon BC Doubs.
Il est actuellement manager sportif du club féminin des Flammes Carolo.

## Palmarès en tant qu'entraîneur
- 1993-1994: remporte le championnat Pro B avec le SLUC Nancy.